# Yūko Sano
Yūko Sano (佐野優子?, Sano Yūko; Takatsuki, 26 luglio 1979) è una pallavolista giapponese.
Gioca nel ruolo di libero nelle Denso Airybees.

## Carriera
L'approccio alla pallavolo per Yūko Sano avviene come nella maggior parte delle giocatrici nipponiche, nei tornei scolastici: la giocatrice faceva parte infatti della squadra della sua scuola, la Kitasaga High School.
Nel 1998 fa il suo esordio nel massimo campionato giapponese con l'Unitika Phoenix, dove resta per due stagioni, per passare poi nel 2000 alle Toray Arrows, dove resta per altre tre stagioni. Durante questo periodo e precisamente nel 2002, ottiene le prime convocazioni in nazionale, partecipando al campionato mondiale 2002, mentre la prima medaglia, un argento, arriva al campionato asiatico e oceaniano 2003, seguita da un bronzo nell'edizione 2005.
Nella stagione 2004-05 si trasferisce in Francia, nel Racing Club de Cannes, dove resta fino al 2006, ottenendo la vittoria di due campionati e due coppe di Francia, oltre ad un secondo posto nella Champions League 2005-06, persa contro la Pallavolo Sirio Perugia, dove ottiene il premio come miglior libero.
Nel 2006 torna in Giappone, nelle Hisamitsu Springs, dove milita ancora oggi, e con il quale vince un campionato nel 2007. Con la nazionale, oltre a partecipare alle olimpiadi di Pechino, chiuse al quinto posto, ottiene un oro al campionato asiatico e oceaniano 2007 e un bronzo a quello 2009. Nel 2010 ottiene un bronzo al campionato mondiale.
Nella stagione 2010-11 va a giocare nella Superliqa azera, per l'İqtisadçı Voleybol Klubu; con la nazionale, nel 2012, si aggiudica la medaglia di bronzo ai Giochi della XXX Olimpiade. Nel 2012-13 passa al Galatasaray Spor Kulübü.
Dopo aver giocato la Coppa del Mondo per club col Volero Zürich, si ritira dall'attività agonistica; tuttavia cambia idea e nel gennaio 2014 firma per le Denso Airybees, nella V.Challenge League giapponese, ottenendo la promozione in massima serie: rientra quindi anche in nazionale, aggiudicandosi la medaglia d'argento al World Grand Prix 2014, ricevendo anche i premi di MVP e miglior libero.

## Palmarès

### Club
- Campionato giapponese: 1

2006-07
- Campionato francese: 2

2004-05, 2005-06
- Coppa dell'Imperatrice: 1

2009
- Coppa di Francia: 2

2004-05, 2005-06

### Nazionale (competizioni minori)
- Trofeo Valle d'Aosta 2004
- Piemonte Woman Cup 2010

### Premi individuali
- 2003 - V.League: Miglior libero
- 2006 - Champions League: Miglior libero
- 2007 - V.Premier League: Miglior libero
- 2007 - Campionato asiatico per club: Miglior ricevitrice
- 2007 - Campionato asiatico e oceaniano: Miglior ricevitrice
- 2008 - V.Premier League: Miglior libero
- 2009 - V.Premier League: Miglior libero
- 2011 - Superliqa: Miglior difesa
- 2013 - Champions League: Miglior ricevitrice
- 2013 - Coppa del Mondo per club: Miglior libero
- 2014 - World Grand Prix: MVP
- 2014 - World Grand Prix: Miglior libero